# Sinalização digital
Sinalização digital (do inglês, Digital signage) é um sistema de comunicação que se utiliza de painéis informativos eletrônicos tipicamente colocados em espaços públicos, para orientar, divulgar ou simplesmente distrair. A publicidade através de sinalização digital é uma forma de publicidade no qual o conteúdo e as mensagens são exibidas em sinais digitais, tipicamente com o objetivo de entregar mensagens orientadas para locais específicos em determinados períodos. Sobre a sinalização clássica, apresenta várias vantagens: pode mostrar animações e o conteúdo pode ser mudado com facilidade, adaptando-se ao contexto e audiência, até mesmo de modo interativo.

## Mercado e aplicações
A sinalização digital é vista como um mercado emergente, a China lidera o número de equipamentos de sinalização digital instalados com mais de 100.000 instalações e uma capitalização global de mais de $10B.
Na sinalização digital, os conteúdos podem variar desde o simples texto e imagens estáticas até vídeo de alta definição com ou sem áudio. Alguns operadores de redes de sinalização digital comparam as suas redes a canais de televisão, intercalando as informações publicitárias com entretenimento e informação.
A sinalização digital pode ser usada para vários objectivos distintos:
1. Informativos (dessa forma, são conhecidos também como TV corporativa): os painéis informativos dos voos nos aeroportos ou os de tempo de espera na estação ferroviária;
2. Publicitários localizados - os painéis utilizados em lojas para promoção de artigos próprios da loja;
3. Publicitários partilhados - utilizados por empresas de publicidade que alugam espaço publicitário a terceiros;
4. Potenciar a experiência do cliente - como por exemplo os utilizados em salas de espera para reduzir a percepção do tempo decorrido ou apresentar receitas em lojas alimentares;
5. Influenciar o comportamento dos clientes - são exemplo a sinalização digital utilizada nos correios para reencaminhar os clientes nas filas de espera para as máquinas de venda automática de selos ou os utilizados em grandes superfícies para encaminhar os clientes para produtos noutras zonas, aumentando assim o tempo gasto passado no estabelecimento e a exposição a artigos e promoções;
6. Promoção da marca - utilizados em lojas de marca para promoção de processos de fabrico, história da empresa, informação sobre novos produtos, etc.
7. Melhoramento ambiental - exemplos são a sinalização utilizada em edifícios, de forma a melhorar ou interagir com os utilizadores;

A sinalização digital também pode ser usado no ambiente corporativo, divulgando informação através de écrans em zonas de recepção, cantinas, etc.

## Tecnologia

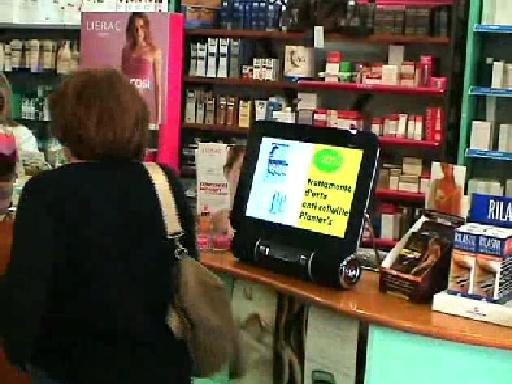
Sinalização Digital em uma Farmácia

Os equipamentos de sinalética digital podem ser painéis rolantes, painéis LCD ou de plasma, telas projectadas, painéis electrónicos ou outros tipos emergentes como OLED que são controlados electronicamente por um computador ou outro dispositivo equivalente, permitindo que os utilizadores alterem os seus conteúdos, tipicamente através da Internet ou  rede local.
A calendarização e exibição dos conteúdos pode ser efectuada por vários métodos, desde os simples media players que reproduzem loops básicos de imagens e filmes; a redes complexas e distribuídas que permitem o controle de milhares de dispositivos através dum único ponto de acesso. O primeiro tipo é indicado para pequenos grupos de equipamentos, onde é possível a utilização  dispositivos de armazenamento móveis, enquanto que o segundo tipo permite que um único operador da rede de sinalética digital controle ou delegue conteúdos para equipamentos dispersos e com tecnologias de difusão variadas.
Os preços dos plasmas e LCD de grande formato em queda e a difusão generalizada de ligações à Internet tornaram as comuns as instalações de redes de sinalética digital, podendo ser encontradas em aeroportos, metropolitano, farmácias, grandes superfícies, auto-estradas, consultórios, bombas de gasolina, etc.
A existência no mercado de novas marcas de LCD e plasma no mercado tem facilitado a difusão da sinalização digital em novas áreas de negócio. Muitas empresas optaram pelos preços baixos, abdicando dos equipamentos de marca substancialmente mais dispendiosos. Um estudo recente demonstra que uma relação significativa entre o preço e o tamanho dos écrans. O mesmo estudo revela ainda que há ainda uma relação entre a utilização de marcas conhecidas e outras menos implantadas. Estas duas variáveis são responsáveis por 77% do preço dos écrans.
A recente introdução de aplicações gratuitas de sinalética digital expande ainda mais a potencial cobertura da tecnologia, passando a ser possível a pequenas empresas e a entidades sem fins lucrativos que de outro modo considerariam a tecnologia demasiado cara.
A difusão generalizada dos equipamentos móveis com capacidades multimédia tem aberto novos caminhos para o desenvolvimento da área, ao introduzirem a capacidade de eles próprios se tornarem em equipamentos de sinalização digital ou de poderem interagir com os equipamentos existentes. Com recurso aos serviços de mensagens, leitura de códigos de barras, fotografia, filmes; o utilizador pode interagir com a sinalização digital ou clássica, permitindo-lhe obter instantaneamente informação sobre produtos ou assuntos.
Embora o termo digital signage esteja bastante difundido na maior parte da Europa e América do Norte, a mesma tecnologia é referida como Narrowcasting (literalmente difusão limitada, em oposição ao termo broadcast que traduz para difusão alargada); outros termos como screen media, place-based media,  digital merchandising ou mesmo "captive audience networks", or "CANs" são habitualmente utilizados para a sinalética digital. O grande número de designações levou a POPAI (Point of Purchase Advertising International) a formar um grupo para a criação de standards para terminologia e modelos de negócio da sinalética digital.
Sinalização digital já há algum tempo está presente em veículos embarcados com os equipamentos necessários, como táxis e ônibus. Nesses ambientes, os sistemas costumam disponibilizar informações relevantes sobre os locais onde os veículos trafegam. Em táxis, as telas são instaladas nos headsets, permitindo interatividade. Uma novidade interessante é a possibilidade de entrega de serviços e conteúdos baseados em localização. O Brasil já possui esta tecnologia, que permite a localização do veículo por meio de um GPS conectado aos equipamentos de Digital Signage.